# Club Jorge Wilstermann
Jorge Wilstermann ist ein bolivianischer Fußballverein aus Cochabamba. Der am 24. November 1949 gegründete Klub gewann insgesamt fünfzehnmal die bolivianische Fußballmeisterschaft und wird auch Los Aviadores (die Luftfahrer) genannt.

## Vereinsgeschichte
Der Verein wurde im Jahr 1949 durch Arbeiter der Fluggesellschaft Lloyd Aéreo Boliviano gegründet und hieß zunächst San José de la Banda. Die Vereinsfarben waren Blau-Weiß. Nach vier Jahren benannte sich der Klub zu Ehren des ersten Berufspiloten Boliviens, Jorge Wilstermann, in Club Deportivo Jorge Wilstermann um, die Vereinsfarben wurden in Rot-Blau geändert.
Seine erste große Zeit hatte Wilster zwischen 1958 und 1960, in der die Mannschaft drei Mal in Folge Landesmeister wurde – eine Leistung, die sonst keinem anderen bolivianischen Verein gelang. 1960 war auch das Jahr, in dem Jorge Wilstermann als erster bolivianischer Klub an der Copa Libertadores teilnahm. Mit 1:7 und 1:1 schied die Elf gegen den späteren Sieger Peñarol Montevideo aus. Die vierte Meisterschaft gewann der Verein 1967.
Die zweite goldene Ära dauerte von 1972 bis 1973, in der Wilster die Titel fünf und sechs gewann. Zwei weitere Meisterschaften sicherte sich der Klub in den Jahren 1980 und 1981, wozu auch der brasilianische Weltmeister Jairzinho beitrug. Ebenfalls 1981 gelang es der Mannschaft, sich als erster bolivianischer Vertreter für die zweite Runde der Copa Libertadores zu qualifizieren.
Im Jahr 2000 gewann Jorge Wilstermann nach der Apertura auch die Gesamtmeisterschaft, 2006 gewann das Team die Clausura und 2010 erneut die Apertura-Meisterschaft.

## Erfolge
- Bolivianischer Meister: 1957, 1958, 1959, 1960, 1967, 1972, 1973, 1980, 1981, 2000, 2006-C, 2010-A, 2016-C, 2018-A, 2019-C

## Bekannte Spieler
- Jairzinho (1980–1981)
- Julio César Baldivieso (1987–1991, 1999, 2005)
- Alex Silva (2017–2019)
- Ricardo Pedriel (2006–2008, 2017–2020)